# Музикален продуцент
Вижте пояснителната страница за други значения на продуцент.
Музикалният продуцент е човек от музикалната индустрия, който се занимава с надзора и управлението на звукозаписния процес на даден изпълнител или група изпълнители.
Неговите функции са разнообразни и включват: събирането на идеи за музикалния проект, подбора на песни и/или музиканти, наставляването на изпълнителите в студиото, контрола върху звукозаписните сесии, и надзора върху целия процес чрез смесване (миксиране) и мастериране (мастеринг). Продуцентите също така често поемат предприемачески ангажименти, като отговорността за бюджета, календара и преговорите.
Освен същинският музикален продуцент, съществува и изпълнителен продуцент, който е натоварен с финансирането на проекта.
Музикалният продуцент е понякога сравняван с филмовия режисьор. Фил Ек, представител на гилдията, казва по този повод: „човекът, който със силата на въображението си насочва или ръководи процеса на създаване на музикален запис — така, както режисьорът би постъпил с един филм. Звукозаписният инженер е по-скоро кинооператорът във филма.“ Работата на продуцента е да създава, оформя и придава вид на дадено музикално произведение. Отговорността му може да е съсредоточена върху една или две песни, или дори цял албум. Във втория случай процудентът често ще разработва цялостна визия (или представа) за албума и за това как отделните песни си взаимодействат.
В САЩ преди издигането на тази позиция, някой от отдел „Музиканти и репертоар“ (Artists & Reportoire) или МиР (A&R) упражнява надзор върху звукозаписните сесии и поема отговорността за творческите решения по отношение на музикалния запис.
В съвременния свят технологиите са много добре развити и достъпът до тях е сравнително улеснен. Така, като алтернатива на традиционния музикален продуцент е т.нар. „продуцент от спалнята“ или домашен продуцент. Имайки предвид модерните достижения на технологията, за един добър продуцент е лесно да постигне песни с високо качество, без да използва нито един музикален инструмент. Много именити музиканти използват този подход.